# Bockholmen, Kaskö
För andra betydelser, se Bockholmen (olika betydelser).
Bockholmen (finska: Pukkisaari) är en halvö i Finland.   Den ligger i landskapet Österbotten, i den sydvästra delen av landet, 300 km nordväst om huvudstaden Helsingfors. Bockholmen ligger på ön Kaskö.
Inlandsklimat råder i trakten. Årsmedeltemperaturen i trakten är 4 °C. Den varmaste månaden är augusti, då medeltemperaturen är 16 °C, och den kallaste är januari, med −9 °C.